# Andreas Donatsch
Andreas Donatsch (* 8. März 1952) ist ein Schweizer Strafrechtler.

## Leben
Andreas Donatsch war nach der Promotion 1977 zum lic. iur., dem Erwerb des Rechtsanwaltspatentes des Kantons Graubünden 1979 und der Promotion 1981 zum Dr. iur. von 1987 bis 2017 Professor (ab 1992 Lehrstuhlinhaber) für Strafrecht und Strafprozessrecht an der Rechtswissenschaftlichen Fakultät der Universität Zürich.
Von 1995 bis 2012 war Donatsch ordentlicher Richter am Kassationsgericht des Kantons Zürich.

## Schriften (Auswahl)
- Die strafrechtliche Beurteilung von Rechtsgutsverletzungen bei der hoheitlichen Anwendung unmittelbaren Zwangs. Zürich 1981, ISBN 3-7255-2172-7.
- Sorgfaltsbemessung und Erfolg beim Fahrlässigkeitsdelikt. Zürich 1987, ISBN 3-7255-2551-X.
- mit Marc Thommen und Wolfgang Wohlers: Delikte gegen die Allgemeinheit. Zürich 2017, ISBN 3-7255-7441-3.
- Delikte gegen den Einzelnen. Zürich 2018, ISBN 3-7255-7791-9.